# Pareuptychia ocirrhoe
Espèce
Pareuptychia ocirrhoe est une espèce de lépidoptères (papillons) de la famille des Nymphalidae, de la sous-famille des Satyrinae, de la tribu des Satyrini et du genre Pareuptychia.

## Dénomination
Pareuptychia ocirrhoe a été décrit par l'entomologiste Johan Christian Fabricius en 1776 sous le nom initial de Papilio ocirrhoe.

### Synonymie
- Euptychia ocirrhoe ; Godman & Salvin, [1880];
- Cissia hesione[1].

### Noms vernaculaires
Pareuptychia ocirrhoe se nomme White Satyr ou Banded White Ringlet en anglais,.

### Sous espèces
- Pareuptychia ocirrhoe ocirrhoe présent au Surinam.
- Pareuptychia ocirrhoe interjecta (d'Almeida, 1952); présent au Brésil.
- Pareuptychia ocirrhoe ssp sont présentes au Mexique, au Pérou et à Trinité-et-Tobago[1].

## Description

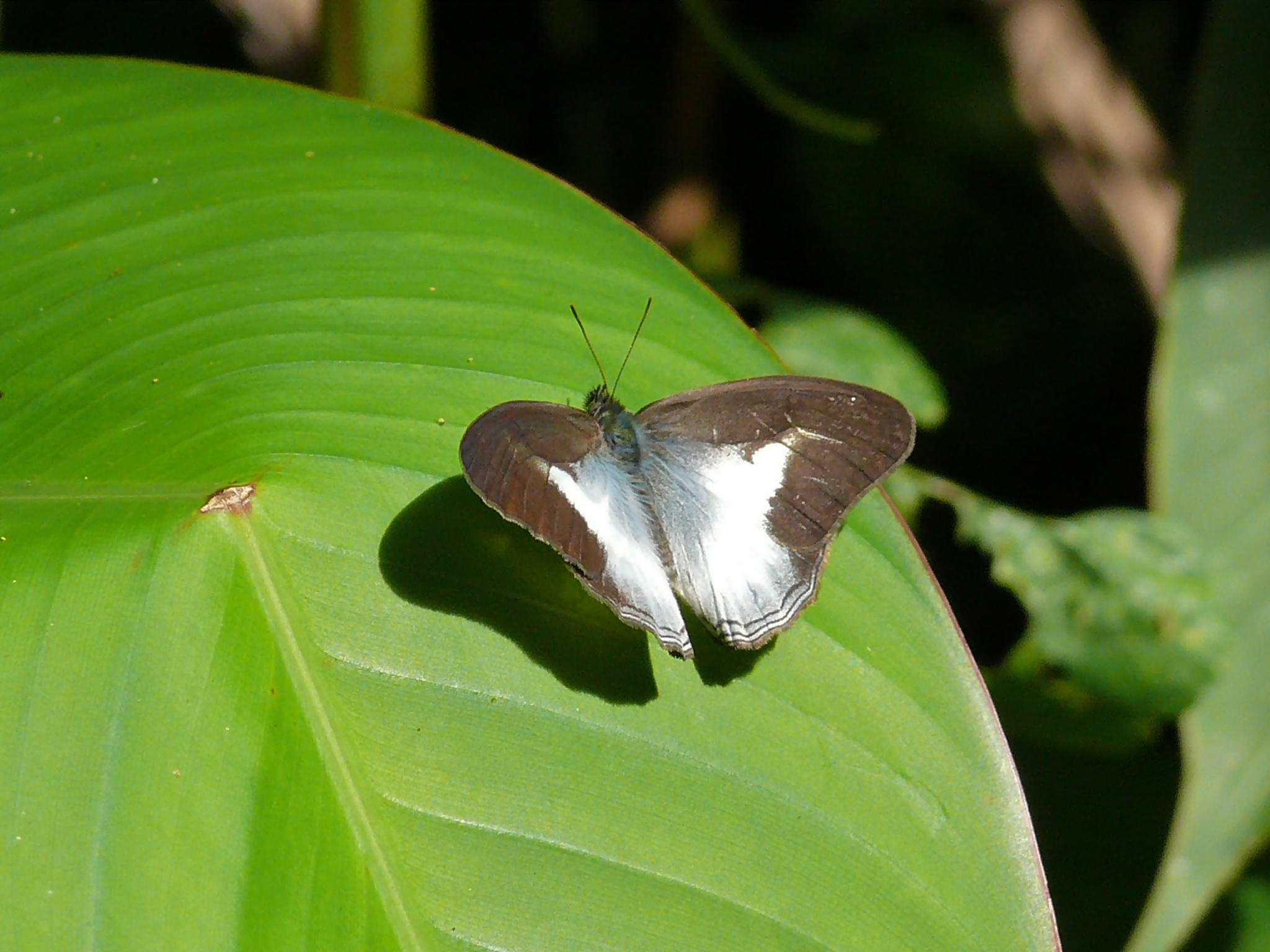
Dessus.

Pareuptychia ocirrhoe est un papillon d'une envergure d'environ 37 mm, au dessus de couleur blanche avec une fine bordure marron ou grise au bord costal des ailes antérieures et un apex marron ou gris. Le bord externe des ailes postérieures est orné d'une fine ligne submarginale ondulée.

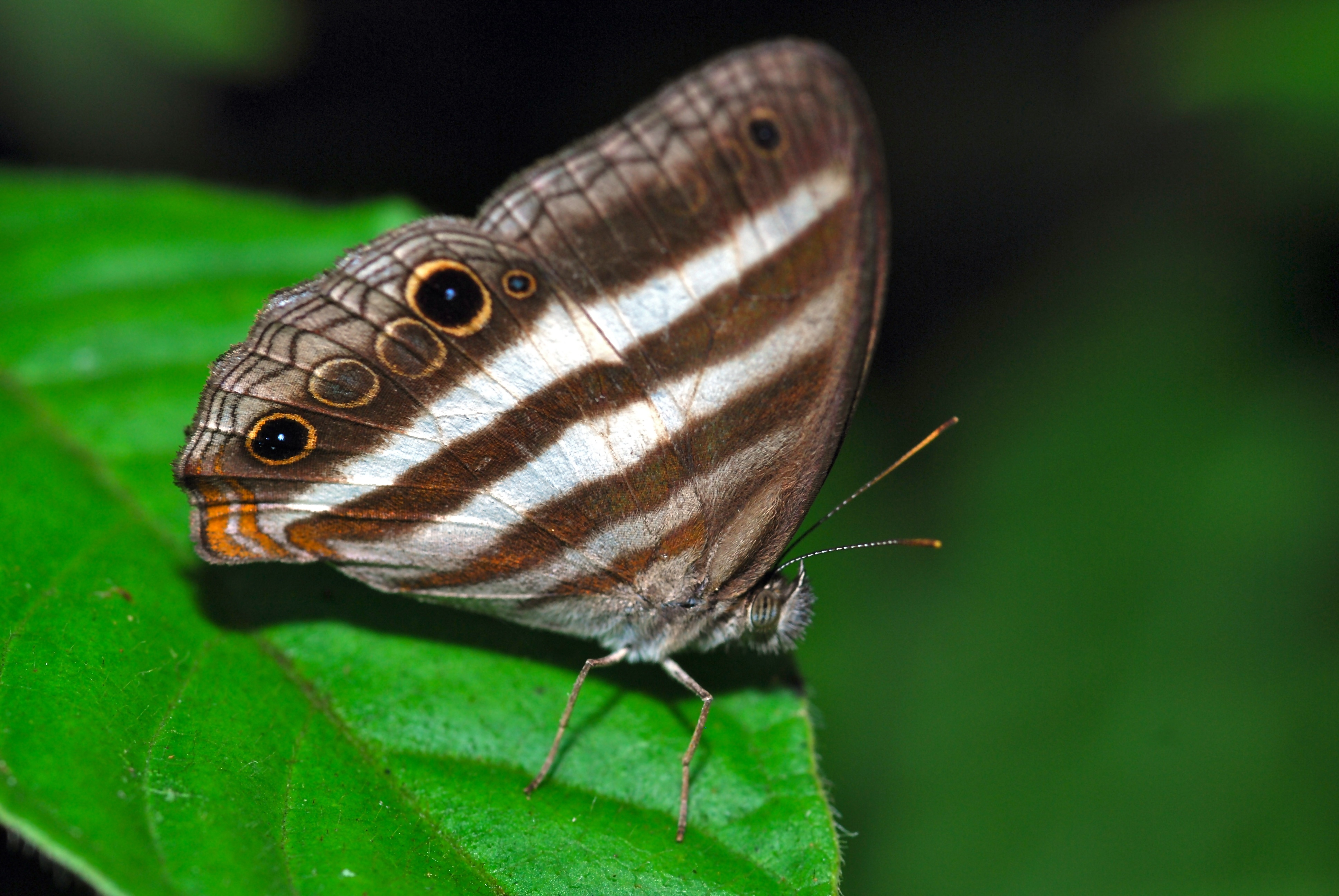
Revers.

Le revers est blanc rayé de marron avec une ligne submarginale d'ocelles ronds cerclés de jaune trois près de l'apex des ailes antérieures et une ligne entière aux ailes postérieures dont seul celui de l'apex des antérieures, les deux plus proches de l'apex des postérieures et celui proche de l'angle anal sont noirs et pupillés.

## Biologie
Pareuptychia ocirrhoe vole toute l'année.

### Plantes hôtes
Les plantes hôtes de sa chenilles sont des Eleusines (Poaceae).

### Parasitisme
Ils sont parasités par de Trichogrammatidae et des Scelionidae.

## Écologie et distribution
Pareuptychia ocirrhoe est présent en Amérique en deux isolats, l'un du Mexique, Costa Rica, Honduras, Nicaragua, Panama, Équateur, Bolivie jusqu'au Pérou, l'autre à Trinité-et-Tobago, au Surinam, en Guyane et  au Brésil,,.

### Biotope
Il est fréquent en lisière de forêt comme en zone côtière en Guyane.

### Protection
Pas de statut de protection particulier